# 长体间吸鳅
长体间吸鳅（学名：Hemimyzon elongata）为平鳍鳅科间吸鳅属的鱼类。在中国，分布于澜沧江水系等。该物种的模式产地在漾濞河。
其种加词“elongata”意为“长的”。